# Pine Point (Minnesota)
Pine Point – jednostka osadnicza w Stanach Zjednoczonych, w stanie Minnesota, w hrabstwie Becker.